# ييتكول
ييتكول (بالروسية: Еткуль) هي مدينة في مقاطعة تشيليابينسك أوبلاست في روسيا. يبلغ عدد سكانها حوالي 6035 نسمة.